# Raoul Wallenbergs dag
Raoul Wallenbergs dag firas till minne av Raoul Wallenberg, den svenske diplomaten som räddade tusentals judar i Budapest undan Förintelsen under andra världskriget. I Sverige inträffar denna dag den 27 augusti, då Raoul har namnsdag.

## Sverige
I samband med Raoul Wallenberg-året 2012 krävde en rad välkända svenskar att Raoul Wallenberg skulle ges en officiell dag. Sedan 2014 uppmärksammas i Sverige Raoul Wallenberg den 27 augusti. Stiftelsen Raoul Wallenberg Academy delar denna dag ut det svenska Raoul Wallenberg-priset.

### Om dagen
Den 27 augusti uppmärksammas årligen Raoul Wallenbergs dag. Stiftelsen Raoul Wallenberg Academy håller i programmet på Raoul Wallenbergs torg och andra platser i Sverige.
Dagen ska uppmuntra till arbetet för civilkurage, tolerans och alla människors lika värde samt mot främlingsfientlighet och rasism. Syftet är att visa på Raoul Wallenbergs gärning i andra världskrigets Budapest, men framförallt att i ett större perspektiv belysa och diskutera aktuella frågor som rör mänskliga rättigheter, vikten av personligt ansvar och möjligheten för en enskild människa att göra skillnad.